# Agent anesthésique volatil
Les agents anesthésiques volatils, aussi appelés anesthésiques halogénés[réf. nécessaire] en raison de la présence dans leur molécule d'un élément halogène, en général du fluor, sont des substances utilisées pour provoquer une anesthésie générale. Liquides dans les conditions atmosphériques, ils s'évaporent très facilement ce qui permet de les administrer par voie respiratoire. Le premier représentant de cette classe[Laquelle ?] fut l'éther, dont l'utilisation a cessé entre autres à cause de son inflammabilité.

## Nature chimique
Anesthésiques halogénés :
- desflurane ;
- enflurane ;
- haloflurane ;
- isoflurane ;
- sévoflurane.

## Propriétés pharmacologiques
L'intensité des effets est proportionnelle à la concentration alvéolaire : 
- hypnose ;
- analgésie ;
- relaxation musculaire ;
- dépression respiratoire ;
- bronchodilatation.

## Mécanisme d'action
Le mécanisme d'action des anesthésiques halogénés n'est pas bien connu.

## Dispositif d'administration
On désigne sous le nom de « vaporisateur » la composante de la machine d'anesthésie qui permet de mélanger une quantité variable d'anesthésique volatil à l'air qu'on fait respirer au patient.